# Пятков, Анатолий Александрович
Анатолий Александрович Пятков (8 апреля 1919, Каменка — 25 марта 1982, Новосибирск) — советский художник, член Союза художников СССР (1956).

## Биография
Родился 8 апреля 1919 года в селе Каменка.
С 1922 года жил в Новониколаевске (сейчас — Новосибирск).
В 1933—1934 годах учился в экспериментальной художественной мастерской новосибирского пролеткульта, в 1934—1938 — в Омском художественно-педагогическом техникуме имени Врубеля (театральное отделение).
После службы в армии поступил на пятый курс в Костромское художественное училище (мастерская Н. П. Шлеина), которое окончил год спустя с отличием.
В период Великой Отечественной войны служил на Дальнем Востоке. Был старшиной первой статьи, торпедистом и руководителем ансамбля краснофлотской песни и пляски. В 1942 году стал главным художником Дома военно-морского флота отдельной морской базы, также в декабре этого года вступил в КПСС. 
С 1950 по 1958 год занимал должность директора клуба в совхозе «Гигант» Юртовского сельского совета в Тогучинском районе Новосибирской области, проживал в сёлах Юрты, Коурак. Период с 1978 по 1981 провёл в творческой командировке на Западном БАМе.
Участвовал в первом Учредительном республиканском съезде художников, делегат второго Всесоюзного съезда художников в 1963 году.
С 1960 по 1964 год — председатель правления Новосибирского отделения СХ РСФСР и депутат Новосибирского городского Совета депутатов трудящихся, с 1960 по 1968 — первый заместитель председателя зонального выставкома зоны «Сибирь социалистическая».
Состоял в группе Союза художников СССР в ДТ имени Д. Н. Кардовского, посетил Италию (1965).
Умер в Новосибирске. Похоронен на Заельцовском кладбище (квартал 58).

## Работы
Работы, посвящённые Новосибирску: «Новосибирск. Новая окраина» (1967), «Рисунок. Новониколаевск. 1915 год. Центр города. Панорама» (1969), Рисунок. Новониколаевск 1917 г. Николаевский проспект и т. д.
Произведения художника хранятся в Новосибирском государственном художественном музее, а также в музеях и галереях Новгорода, Костромы, Переславля-Залесского, Ангарска.

## Выставки
Участвовал в республиканской художественной выставка, посвященной 40-летию Советской власти (1957), выставке художников Сибири и Дальнего Востока (1956), II Республиканской выставке «Советская Россия» (1965), республиканской художественной выставке в честь 50-летия Советской власти (1967), II зональной выставке «Сибирь социалистическая» (1967, Омск).

## Награды
Медали «За победу над Германией» (1945), «За победу над Японией» (1945), «20 лет победы в Великой Отечественной войне» (1965), «За доблестный труд» (1970), «За доблестный труд в годы Великой Отечественной войны 1941—1945 гг.» (1970).